# Khady Koita

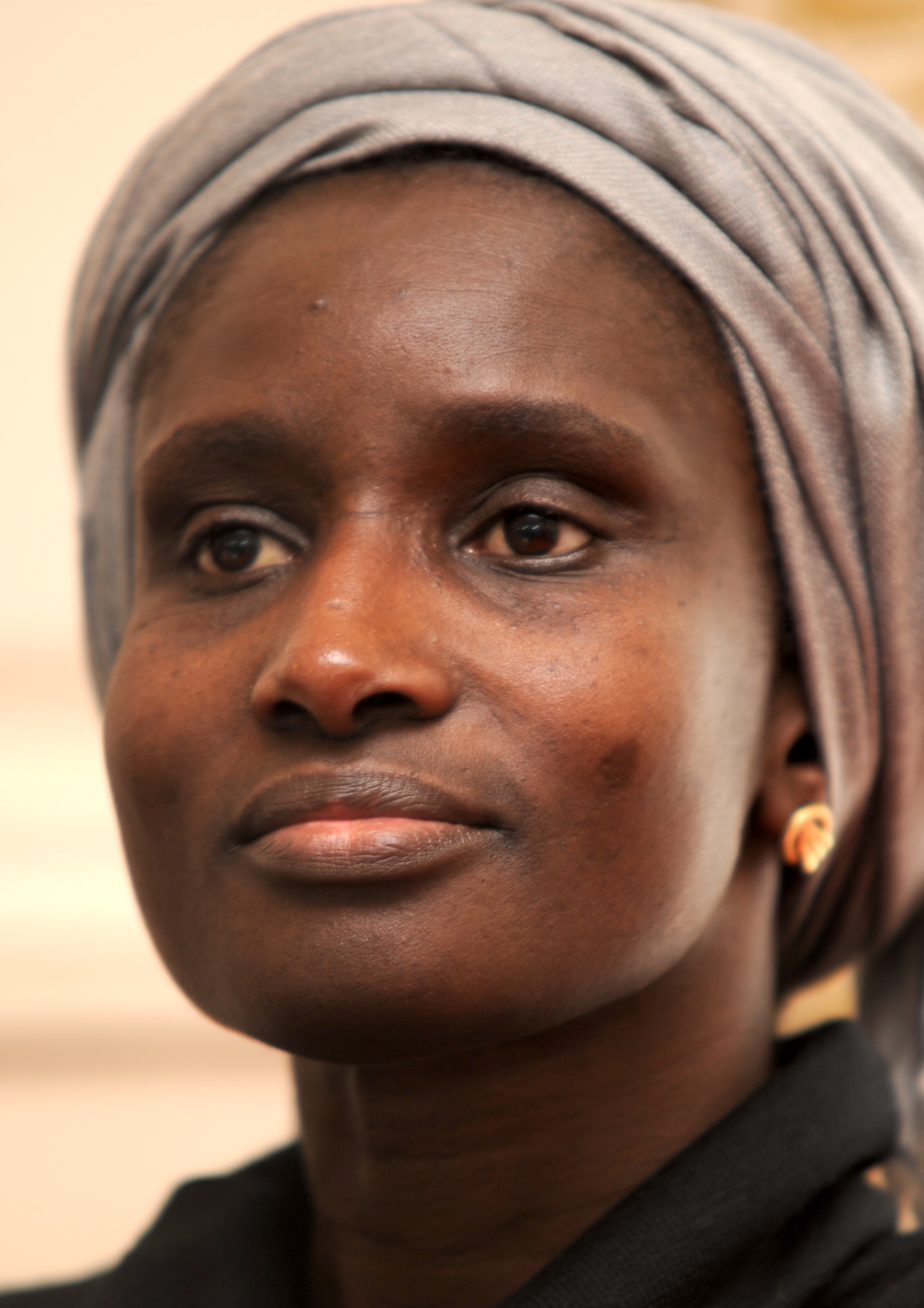
Koita in 2009

Khady Koita (18 oktober 1959) is een Senegalese vrouwenrechtenactiviste en auteur van het boek Mutilée.

## Biografie[2]
In 1972 werd Koita uitgehuwelijkt aan haar neef. Ze leefde zestien jaar samen met hem in Frankrijk. Omdat ze door haar man mishandeld werd scheidde ze van hem in 1988. 
Koitra is medeoprichtster van de GAMS en La Palabre. Ze strijd tegen vrouwelijke genitale verminking en voor vrouwenrechten en is lid van de vzw Respect-ev. Zelf werd ze ook op zevenjarige leeftijd besneden. Koita is sinds 2000 voorzitster van Euronet FGM (European Network for the Prevention and Eradication of Female Genital Mutilation). 
Sinds 1996 is ze woonachtig in België en heeft vier dochters en één zoon.

## Publicaties
- 2006 -  Mutilée (verschenen onder de titel “Verminkt” in het Nederlands)

## Eerbetoon
- 2007 - Burgerschapsprijs Stichting P&V

- Bibliothèque nationale de France: cb15018681g (data)
- Gemeinsame Normdatei: 130897248
- International Standard Name Identifier: 0000 0001 0859 020X
- Library of Congress Control Number: no2006005057
- Nationale Bibliotheek van Letland: 000127166
- Bibliotheek van het Japanse parlement: 01092509
- Nationale Bibliotheek van Tsjechië: xx0062110
- Nederlandse Thesaurus van Auteursnamen: 295872187
- LIBRIS: 289499
- Système universitaire de documentation: 167987038
- Virtual International Authority File: 85701612
- WorldCat: E39PBJdM9tKx4JqGpHtG6mYMfq